# Progomphus maculatus
Progomphus maculatus är en trollsländeart som beskrevs av Belle 1984. Progomphus maculatus ingår i släktet Progomphus och familjen flodtrollsländor. IUCN kategoriserar arten globalt som otillräckligt studerad. Inga underarter finns listade i Catalogue of Life.